# Holzleim
Holzleime sind Klebstoffe aus natürlichen oder synthetischen Grundstoffen zum Verbinden von Holz und Holzwerkstoffen.

## Beanspruchungsgruppen
Holzleime werden in unterschiedliche Beanspruchungsgruppen eingeteilt, neue Bezeichnung DIN EN 204 (D1, D2, D3 und D4), alte Bezeichnung gemäß DIN 68602: B1, B2, B3 und B4. Die Beanspruchungsgruppen ordnen die Leime nach ihren Mindest-Scherfestigkeitswerten und ihrem Verhalten unter Feuchtigkeits- und Wassereinwirkung:
| Klasse | alt | geeignet für Innen                                                                     | für Aussen                                              |
| ------ | --- | -------------------------------------------------------------------------------------- | ------------------------------------------------------- |
| D1     | B1  | Holzfeuchte unter 15 %                                                                 |                                                         |
| D2     | B2  | Holzfeuchte maximal 18 % gelegentlich kurzzeitige Wasser- bzw. Kondenswassereinwirkung |                                                         |
| D3     | B3  | häufig kurzzeitige Wassereinwirkung oder höhere Luftfeuchte                            | ohne Aussetzung einer direkten Bewitterung              |
| D4     | B4  | häufig und lang anhaltende Einwirkung von abfließendem Wasser bzw. Kondenswasser       | Witterung ausgesetzt mit angemessenem Oberflächenschutz |

## Leimarten
Es gibt unterschiedliche Leimarten, die sich in ihren Eigenschaften, ihrer Verarbeitung und ihrer Zusammensetzung voneinander unterscheiden.
Alle modernen Leime sind höher belastbar als Nadelholz quer zur Faser. Beim Versagen einer gut ausgeführten Klebestelle reißt dementsprechend das Holz auf und nicht die Klebefuge.

### Weißleim (PVAc Dispersionsleim)
Der heute häufig verwendete Weißleim (PVAc, PolyVinylAcetatleim) ist ein formaldehydarmer Dispersionsleim.
Das darin enthaltene Bindemittel Polyvinylacetat (PVAc) ist eine kristallklare Masse. Weißleim wird gebrauchsfertig geliefert und ist als Kaltleim, Schnellbinder (Expressleim), Furnierleim, Härterleim, Folienklebstoff und Lackleim erhältlich. Weißleim ist in den Beanspruchungsgruppen D2 bis D4 erhältlich.
Für D4-Verleimungen wird ein D3-Leim vor dem Gebrauch mit Isocyanat-Vernetzer (in der Regel eine HDI) vermischt. Der angemischte Zweikomponentenklebstoff hat eine Topfzeit von einigen Stunden. Weiterhin gibt es Systeme, die auf einem D2-Leim beruhen, welchem zur Vernetzung ein Härter (eine Lewis-Säure wie Aluminiumchlorid) zugesetzt wird. Ein Vorteil dieser Mischung ist die wesentlich längere Topfzeit. Speziell bei Leimauftragsmaschinen wird diese Art des D4-Leimes oft bevorzugt. Seit einiger Zeit sind auch Einkomponenten-D4-Leime am Markt.
Eigenschaften:
- Farbe: weiß, ausgehärtet: durchsichtig, bei gefüllten Systemen beige
- pH-Wert: 3–7
- Lagerung: bei 20 °C mindestens 12 Monate; vor Frost schützen.[1]
- Presszeit 30 min. bis 4 Stunden (z. B. bei einigen Flächenleimem), bei Expressleim/Schnellbinder ab 10 min.
- D3-Leim: erhöht feuchtebeständig gegenüber D2-Leim
- D4-Leim: Als 2-Komponentenleim aus D3-Leim und Vernetzer angemischt. Als Einkomponentenleim mit einer kürzeren Lagerzeit von ca. einem halben Jahr.
- Verarbeitungstemperatur (Leim und Holz): 3 bis 7 °C („Weißpunkt“). Wenn der Leim unter 8 °C nicht transparent auftrocknet, ist er nicht ausreichend erhärtet.

Vorteilhaft ist insbesondere die einfache und komplikationsfreie Handhabung:
- läuft der Schwerkraft folgend in Spalten
- frischer Leim kann einfach mit Wasser abgewaschen werden
- mit Leim gefüllte Spalten und kleine Vertiefungen sind nach Aushärtung nicht mehr sichtbar, da der Leim transparent abbindet
- kann meist mehrere Jahre gelagert werden, ohne im Behälter auszuhärten
- emissionsarm

Nachteile:
- läuft von der Klebefläche, wenn er nicht sehr dünn aufgetragen wird
- schwindet beim Trocknen, kann keine Spalten füllen: Die Klebeflächen müssen aufeinander gepresst werden. Bei rauher Oberfläche ist eine erhöhte Presskraft erforderlich.
- verklebt nur poröse, saugfähige Materialien.

Teakholz und andere Hölzer mit färbenden Inhaltsstoffen können vor dem Verarbeiten mit Aceton abgerieben werden, um eine Verfärbung der Leimfuge zu verhindern.
Gerbsäurehaltige Hölzer wie Eiche können bei gleichzeitigem Kontakt mit Weißleim und Eisen dunkel verfärben. Verfärbungen lassen sich teilweise mit einer 2-3%igen Oxalsäurelösung entfernen.
Insbesondere wasserfeste Weißleime mit saurem pH-Wert (unter 7) können im Kontakt mit manchen Holzinhaltsstoffen zu Verfärbungen führen, auch zeitverzögert.
Neben Eichenholz sind etwa Ahorn, Buche, Birnbaum oder Kirschbaum betroffen. Für kritische Fälle wie Furnierarbeiten werden Weiß- bzw. Flächenleime mit neutralem ph-Wert
angeboten, die weniger zu Verfärbungen neigen.
Aufgrund des Herstellungsverfahrens und der genutzten Rohstoffe enthalten Dispersionsleime geringe Mengen an Formaldehyd. Diese liegen mit bis zu 50 ppm im Bereich der von der natürlichen Abgabe von unbehandelten Hölzern. Vernetzende Systeme können bis zu 600 ppm Formaldehyd enthalten, liegen damit aber noch weit unter den Bereichen von UF oder MUF Harzsystemen. Nach der Klebung liegt die Formaldehydabgabe nahe der Nachweisgrenze.

### Polyurethan-Klebstoff (PUR- oder PU-Leim)
Holzleim auf Polyurethan-Basis wird meist als PU- oder PUR-Leim bezeichnet. Wie der im Bauwesen verwendete PU-Schaum sind PU-Klebstoffe relativ wasserfest und kleben nicht nur Holz, sondern nahezu alle klebbaren Materialien. Die erreichbaren Festigkeiten entsprechen den D4-Anforderungen nach DIN EN 204/205 oder auch der höheren Anforderung nach DIN EN 15425 bzw. 302-1. Es handelt sich um lösungsmittelfreie Reaktionsklebstoffe, die mit Hilfe der aus der Umgebung aufgenommenen Feuchtigkeit aushärten. Dabei kommt es meist zu einem leichten Aufschäumen durch die Freisetzung von Kohlenstoffdioxid. Dies führt einerseits zum Auffüllen von verbleibenden Spalten und Hohlräumen, andererseits reduziert die Schaumbildung die Endfestigkeit der Klebung. Ein ausreichender Pressdruck ist notwendig, damit der aufschäumende Klebstoff die Werkstücke nicht auseinandertreibt.
Die Haltbarkeit von PU-Klebern ist begrenzt, da Wassermoleküle auch in die verschlossene Verpackung einwandern, sofern diese nicht hermetisch luft- und dampfdicht versiegelt ist.
Vorteile:
- füllt Spalten und Hohlräume auf[3]
- klebt eine Vielzahl von Materialien

Nachteile:
- klebt an Fingern und Werkzeugen und ist schwer zu entfernen
- Werkstücke müssen ausreichend fest aufeinander gepresst werden, um vom aufschäumenden Klebstoff nicht auseinandergetrieben zu werden
- der aufgeschäumte Klebstoff hat nur eine geringe Festigkeit
- kann innerhalb von zwei Jahren im Behälter aushärten
- nicht UV-beständig[3]

Polyurethane sind im nicht ausgehärteten Zustand beim Einatmen und bei Hautkontakt wegen der enthaltenen Isocyanate allergieauslösend. Die Klebstoffe sollen daher nach Herstelleranweisung nur mit Schutzausrüstung (Schutzhandschuhe und bei unzureichender Lüftung mit Atemschutzmaske) verarbeitet werden.

### STP-Leim
Der neuentwickelte STP-Leim enthält silanterminierte Polymere als Bindemittel und wird auch als Hybridklebstoff bezeichnet. Er verhält sich ähnlich wie PU-Leim, schäumt jedoch nicht auf.
Vorteile:
- kann je nach Viskosität in Spalten laufen
- schwindet beim Aushärten nicht („spaltfüllend“), ein Aufeinanderpressen der Werkstücke ist nicht unbedingt notwendig
- klebt eine Vielzahl von Materialien
- wasserfest und UV-beständig[3]
- überstreichbar
- härtet leicht elastisch aus[3]
- isocyanatfrei

Nachteile:
- läuft je nach Viskosität von der Klebefläche ab, wenn er nicht sehr dünn aufgetragen wird
- klebt an Fingern und Werkzeugen und ist schwer zu entfernen
- kann innerhalb von zwei Jahren im Behälter aushärten
- je nach Produkt ist eine Werkstück-Temperatur von über 15 °C erforderlich

### Acrylatklebstoff (Dispersionsleim)
Acrylatklebstoffe sind wasserhaltige Dispersionsklebstoffe, die frostfrei gelagert werden müssen und meist in Auspresskartuschen in dickflüssiger Einstellung angeboten werden.
Vorteil ist die einfache und komplikationsfreie Handhabung:
- frischer Leim kann einfach mit Wasser abgewaschen werden
- kann je nach Viskosität in dicker Schicht spaltenfüllend aufgetragen werden
- kann meist mehrere Jahre gelagert werden, ohne im Behälter auszuhärten
- emissionsarm
- überstreichbar[3]
- kann Holz mit Beton, Mörtel, Styropor und manchen Folien verkleben (es genügt, wenn eines der Werkstücke dampfdurchlässig bzw. saugfähig ist)[3]

Nachteile:
- läuft nicht in Spalten
- nicht wasserbeständig[3]
- schwindet beim Trocknen

Gerbsäurehaltige Hölzer wie Eiche können bei gleichzeitigem Kontakt mit Dispersionsklebstoff und Eisen dunkel verfärben.

### Epoxidharz (EP-Leim) und ungesättigtes Polyesterharz (UP-Leim)
Epoxid- und Polyesterharze werden in der Regel als 2-Komponenten-Klebstoffe für wasserfeste Verklebungen eingesetzt. Sie können fast alle Materialien miteinander verbinden. Die hohe Festigkeit dieser Harze ist zur Verklebung von Weichholz meist nicht notwendig, so dass sie hier selten zum Einsatz kommen. Da 2-Komponenten-Harze kein Lösungsmittel benötigen, verlieren diese Klebstoffe beim Aushärten nahezu kein Volumen und können daher auch spaltfüllend eingesetzt werden.

### Glutinleim (Heißleim)
Glutinleim wird aus tierischen Abfällen höherer Tiere („leimgebende Körper“) durch Auskochen gewonnen. Dabei entsteht eine Gallerte, die so und in getrocknetem Zustand als „Leim“ bezeichnet wird. Der Hauptbestandteil der Glutinleime ist das Glutin, eine Eiweißverbindung. Nach ihrer Herkunft unterscheidet man verschiedene Glutinleime, z. B. Knochenleim, Hautleim (Lederleim), Hasenleim, Fischleim oder Hausenblasenleim. Diese Leime werden meist mit Wasser versetzt und erwärmt, um verarbeitet werden zu können.
Die Klebkraft entfaltet sich nach Abkühlung und Trocknung. Je nach Grundstoff des Leims ist die Leimfuge glashart (Knochenleim) bis sehr elastisch (Hausenblasenleim). Durch Anfeuchten und Erwärmen sind die Klebungen wieder lösbar, da der ausgehärtete Leim sich wieder verflüssigt, was Vorteile im handwerklichen Möbelbau hat, aber eine Verwendung im Außenbereich unmöglich macht.

### Kaseinleim
Dieser Leim besteht aus Kasein und gelöschtem Kalk oder Borax als Aufschlussmittel. Es handelt sich um einen natürlichen Leim, der im Gegensatz zum Glutinleim wasserfest und sehr hitzebeständig ist. Er wird heute überwiegend nur noch in der Bautischlerei angewendet. Er ist als Pulvermischung zum Anrühren mit Wasser in den Beanspruchungsgruppen D2 und D3 erhältlich. Traditionell wurde er etwa durch ausgiebiges Vermengen von Magerquark mit gelöschtem Kalk (Verhältnis ca. 4–5:1) hergestellt.
Kaseinleim-Pulvermischung
- Lagerung: Ein bis zwei Jahre, danach nimmt die Lösbarkeit langsam ab. Das weiße Kaseinleimpulver ist hygroskopisch und muss dicht verschlossen aufbewahrt werden.
- Aufbereitung: In Steingut-, Glas- oder Porzellangefäßen, nicht in Metallgefäßen. 1 Gewichtteil mit 1,5 bis 2 Gewichtteilen Wasser rasch zu einem griesigen Brei rühren. Das Kasein verbindet sich innerhalb einer viertel bis halben Stunde zu Kalziumkaseinat, welches sofort beginnt, langsam abzubinden. Abgebundene Leimsubstanz kann nicht durch Wasserzugabe wieder verflüssigt werden.
- Standzeit: Durch Zusätze ist der handelsübliche Kaseinleim so eingestellt, dass der angesetzte Leim ca. 8 Stunden streichfähig bleibt. Kaltstellen erhöht die Standzeit.
- Streichfähigkeit: Eine zähe Mischung ergibt die beste Bindekraft, lässt sich aber nur schwierig auftragen. Bei größeren Flächen ist die Verwendung von Spachtel oder Rolle zu empfehlen.
- Annetzzeit: 5–10 Minuten. Vorzugsweise ist der Leim daher an beiden Seiten der Klebestelle aufzutragen.
- Abbindevorgang: Dieser geschieht a) durch chemische Umwandlung des flüssigen Leims in gelierten Zustand. b) Durch Wasserentzug durch das Holz. Der Wasserentzug geschieht bei der Kaseinleimung langsamer als bei der Glutinleimung, da die Hölzer kalt verarbeitet werden. Die Bindekraft nimmt ebenfalls langsamer zu.
- Abbindezeit: Nach 3 Stunden erfolgen in der Regel keine Leimbrüche mehr. Das Bindekraftmaximum wird nach 6 Stunden erreicht.
- Presszeit: Das Verleimen ungespannter Holzteile verlangt 1 bis 1½ Stunden Presszeit. Gespannte Fugen 3 bis 6 Stunden.
- Pressdruck: Da Kaseinleimfugen zähelastisch bleiben und auch dicke Fugen nicht verspröden, sind hohe Pressdrücke vorteilhaft, aber nicht unbedingt nötig.
- Bindefestigkeit: Höher als beim Glutinleim und in der Regel höher als die Holzfestigkeit.
- Versprödung: Auch dicke Fugen werden beim Abbinden zusammengezogen und verspröden nicht. Dies macht den Kaseinleim zu einem hervorragenden Konstruktions- und Montageleim.
- Wasserfestigkeit: Besser als beim Glutinleim, schlechter als bei vielen modernen Leimen. Abgebundener Kaseinleim lässt sich durch Wasser nicht mehr verflüssigen, quillt aber bis zum sulzigen Zustand auf. Die Bindefestigkeit vermindert sich dann auf etwa die Hälfte. Beim anschließenden Trocknen erreicht die Fuge nicht mehr die frühere Festigkeit, da der Pressdruck fehlt. Gespannte Fugen können ganz auseinanderfallen. Auch Pilze können Kaseinleim in feuchtem Zustand besiedeln.
- Fleckenbildung: Durch die enthaltenen Alkalien kann Kaseinleim auf Holz dunkle Flecken verursachen. Aus diesem Grund wird Kaseinleim darum meist überstrichen oder an verdeckten Stellen eingesetzt.
- Werkzeugverschleiß bei Bearbeitung des ausgehärteten Leims: Größer als beim Glutinleim, kleiner als bei vielen Kunstharz-Leimen.[5]

### Harnstoff-Formaldehydharzleim (auch Polykondensationsleim oder UF-Leim)
Diese Leimart besteht aus Kunstharzen in Verbindung mit Formaldehyd. Er wird in drei Handelsformen angeboten:
- Einkomponentenleim: Härter ist bereits untergemischt.
- Zweikomponentenleim: Leim und Härter als Pulver oder Flüssigkeit erhältlich. Je nach Verarbeitung muss der richtige Härter verwendet werden.
- Leimfolie: Beimischung von Streckmitteln (z. B. Roggenmehl, um die Leimfuge fugenfüllender zu machen).

Markant ist der unangenehme, stechende und auffallende Formaldehydgeruch (daher ist eine gute Entlüftung des Raumes ratsam). Es gibt ihn in den Beanspruchungsgruppen D3 bis D4.

### Phenol-Formaldehydharzleim (PF-Leim)
Phenol-Formaldehydharzleime bzw. Harnstoff-Formaldehydharzleime sind dunkel, witterungsbeständig, kochfest und fugenfüllend. Verwendung in der Bautischlerbranche, Herstellung von Spanplatten und Sperrholz.

### Resorzin-Formaldehydharzleim (RF-Leim)
Er besteht aus flüssigem Leim und pulverförmigem Härter. Dieser Leim ist kochfest, hat sehr gute witterungs- und hitzebeständige Eigenschaften und wird hauptsächlich im Bootsbau, im Segelflugzeugbau und bei der Herstellung von wasserfesten Plattenmaterialien verwendet.

### Formaldehydarmer Polykondensationsleim
Formaldehyd wird zur Härtung der Leimharze benötigt. In den meisten Fällen ist der Formaldehydanteil höher als der der Harze, damit eine gute Aushärtung gegeben ist. Jedoch wird bei diesem Polykondensationsleim die Reduktion von freiem Formaldehyd durch Zusatz von Formaldehydfänger bzw. Verringerung des Formaldehydanteils erreicht. Somit weist der Leim eine geringere Bindefestigkeit auf.

### Melaminleim (MUPF-Leim)
Melamin-Urea-Phenol-Formaldehyd-Leim besteht aus einer Mischung von Melamin, Harnstoff, Phenol und Formaldehyd; in der Variante ohne Phenolbeimischung wird er auch als MUF-Leim genutzt.

### PMDI-Leim
pMDI wird als Bindemittel in Holzwerkstoffplatten, insbesondere bei OSB-Platten eingesetzt und ist ein Ausgangsstoff zur Herstellung von Polyurethanen.

## Verarbeitung
Die Verarbeitung ist je nach Hersteller unterschiedlich. Auch sagen die Beanspruchungsgruppen allein nichts über die Leimbasis, also den Leimgrundstoff, aus.
Weißleim wird je nach Saugfähigkeit der zu leimenden Flächen ein- oder beidseitig aufgetragen, bei stark saugfähigen Flächen ist ein doppelter Leimauftrag mit einer Ablüftzeit von ~10 Minuten notwendig. Weißleime können mit Wasser verdünnt werden, wenn die Anzugszeit (die Zeit, bis der Leim die Werkstücke nach dem Zusammenfügen miteinander verbindet) verlängert werden muss; das ist z. B. bei Formverleimungen oder schwierigen Press-Situationen erforderlich. Weißleime (PVAc) sind aufgrund ihrer Basis Thermoplaste. Das wird z. B. in der Kantenbeschichtung ausgenutzt, indem beide Kontaktflächen mit Weißleim benetzt, getrocknet und anschließend heiß zusammengefügt werden.
Heißleim, z. B. Kaurit, wird vorrangig zum Aufleimen von Furnieren verwendet. Der Kauritleim liegt in der Regel als Pulver vor, das sowohl den eigentlichen Leim als auch eine chemische Härterkomponente enthält. Die Zugabe von Wasser aktiviert den Kauritleim, der dann einseitig auf die Trägerfläche aufgetragen wird. Die Flächen werden kurzzeitig, etwa 3–5 Minuten lang, mit hohem Druck (0,5 N/mm², entspr. 50 t/m²) und Temperaturen zwischen 70 und 120 °C gepresst. Nach dem Pressen werden die (dampfenden) Werkstücke stehend ausgelüftet.
Bei Holzarten mit Gerbsäure, z. B. Eiche, oder bei Einsatz eisenhaltiger Auftragsgeräte kann es zur Verfärbung des Holzes kommen. Kauritleime können zu unerwünschten Reaktionen mit Holzbeizen führen. Können Flächen nicht mit genügend Pressdruck zusammengefügt werden, sind spaltfüllende, aber nicht expandierende Klebstoffe wie Polyester- und Epoxydharz empfehlenswert.
Raum-, Material- und Leim-Temperatur sollten 18–20 °C, die relative Luftfeuchtigkeit 50–70 % und die Holzfeuchtigkeit 8–10 % betragen.
- Weißpunkt: +3 °C bis +8 °C ist die Grenztemperatur, unterhalb derer Leime beim Trocknen nicht wie vorgesehen abbinden und zu einer weißen, gummiartigen Schicht auftrocknen. Optimal sind etwa 15 °C.
- Offene Zeit: 8–10 min (bei ca. 200 g/m²) die Fugenteile innerhalb der offenen Zeit zusammenbringen und pressen.
- Topfzeit: Lagerfähigkeit oder nach Zugabe von Härter; das ist die Zeit, die ein Leim von seiner Gebrauchsfähigkeit bis zum Beginn des Abbindens im Leimgefäß verbleiben kann. Am Ende der Topfzeit ist der Leim unbrauchbar.
- Leimauftragungsmenge: bei Flächenverleimung 80–140 g/m², bei Montage 150–180 g/m²
- Pressdruck: 0,1–0,5 N/mm² (entspr. 10–50 t/m²)
- Mindestpresszeit: Flächenverleimung von Schichtstoffen in Kurztaktpressen (+70 °C) ab 1 min, Montageverleimung 8–15 min, Brettfugen- und Blockverleimung 20–40 min.